# Idealisme
Idealisme is de verzamelnaam voor een aantal verschillende filosofische stromingen en standpunten, die de afhankelijkheid van de werkelijkheid van het bewustzijn benadrukken. Er kan onderscheid gemaakt worden tussen ontologisch (of metafysisch) idealisme en epistemologisch idealisme. Het eerste staat tegenover het materialisme, dat beweert dat alleen materie bestaat. Het tweede staat tegenover het filosofisch realisme, dat beweert dat de wereld een bestaan heeft, onafhankelijk van de voorstelling die we ervan hebben in onze geest.

## Geschiedenis van de term idealisme
Voor de 18de eeuw was de term "idealisme" niet in gebruik. Zo heeft George Berkeley, die als idealist bij uitstek wordt gezien, zichzelf nooit een idealist genoemd.
Idealisme werd voor het eerst door Christian Wolff als filosofisch standpunt geclassificeerd. Idealisten zijn, volgens hem, diegenen die alleen het bestaan van de geest en onstoffelijke dingen erkennen, en de materiële wereld en de zich daarin bevindende lichamen als niets meer dan verbeelding en een gereguleerde droom beschouwen. Wolff maakt onderscheid tussen idealisten die alleen het bestaan van hun eigen ik erkennen (solipsisme), en idealisten die een veelheid aan waarnemende geesten erkennen (het standpunt van Berkeley).
Kant onderscheidt het dogmatische idealisme, zoals de positie van Berkeley, van het sceptische idealisme van Descartes. Volgens het sceptische idealisme zou de wereld om ons heen schijn kunnen zijn en inderdaad niet meer dan een droom. Kant probeerde deze beide vormen van idealisme te weerleggen in de Kritik der reinen Vernunft, waar hij zijn eigen positie karakteriseert als transcendentaal idealisme.
Na Kant kwam er in Duitsland ook een andere stroming van idealisme op, die bekend staat als absoluut idealisme. Hiervan zijn Schelling en Hegel het bekendst.

## Vormen van idealisme

### Sceptisch idealisme
Het sceptisch idealisme werd door Descartes in de filosofie geïntroduceerd. Hij stelde vast dat we nooit zeker kunnen weten of de objecten die we waarnemen ook echt bestaan: al onze ervaring zou immers één grote droom of hallucinatie kunnen zijn.

### Het idealisme van Berkeley
Volgens Berkeley is een waargenomen object niet meer dan een verzameling zintuiglijke indrukken. Het is daarom, volgens Berkeley, absurd om aan te nemen dat een object los van een waarnemer bestaat.

### Transcendentaal idealisme
Kant betoogt in zijn hoofdwerk, Kritik der reinen Vernunft, dat ruimte en tijd vormen zijn van onze zintuiglijkheid. Daarom vindt al onze waarneming van objecten plaats in ruimte en tijd. Omdat ruimte en tijd slechts zintuiglijke vormen van onze waarneming zijn, zijn de dingen op zichzelf –los van onze waarneming dus—niet ruimtelijk of in de tijd. Kant maakt onderscheid tussen de objecten van onze ervaring, verschijningen, en de objecten zoals ze onafhankelijk van onze waarneming zijn, de dingen op zichzelf
Kant karakteriseert zijn eigen positie als die van het transcendentaal idealisme:

Onder het transcendentaal idealisme versta ik de leer volgens welke alle verschijningen moeten worden beschouwd als louter voorstellingen, en niet als dingen op zichzelf, en dat tijd en ruimte slechts zintuigelijke vormen van onze aanschouwing zijn, geen onafhankelijke bepalingen voor de objecten als dingen op zichzelf.